# Staurois natator
Staurois natator är en groddjursart som först beskrevs av Günther 1858.  Staurois natator ingår i släktet Staurois och familjen egentliga grodor. IUCN kategoriserar arten globalt som livskraftig. Inga underarter finns listade i Catalogue of Life.